# Piotr Kucharczyk
Piotr Kucharczyk (biał. Пётр Дзмітрыч Кухарчык, ros. Петр Дмитриевич Кухарчик; ur. 22 marca 1945 w Ordzie, zm. 2 marca 2014 w Mińsku) – białoruski fizyk, od 2003 rektor Białoruskiego Państwowego Uniwersytetu Pedagogicznego im. Maksima Tanka. 

## Życiorys
Po ukończeniu technikum łączności odbył służbę w Armii Radzieckiej. W latach 1967–1972 studiował na Wydziale Radiofizyki i Elektroniki Białoruskiego Uniwersytetu Państwowego, po czym podjął studia aspiranckie na BUP, gdzie w 1977 obronił dysertację kandydacką (według polskiej terminologii - doktorską) z dziedziny matematyki i fizyki. W 1988 uzyskał stopień doktora (w polskiej pragmatyce - doktora habilitowanego) nauk technicznych w Moskiewskim Instytucie Radiotechniki i Elektroniki. 
Od września 1972 do maja 1990 zatrudniony jako młodszy, a później starszy pracownik naukowy, zarządzał Laboratorium Instytutu Naukowo-Badawczego Fizyki Stosowanej BUP im. Włodzimierza Lenina. 
W latach 1990–1996 pełnił funkcję prorektora ds. naukowych. Od sierpnia 1996 do grudnia 2000 stał na czele Katedry Radiofizyki BUP.
W styczniu 2001 otrzymał nominację na wiceministra edukacji Republiki Białorusi czuwającego nad problematyką szkół średnich i wyższych. 
Na mocy zarządzenia prezydenta Łukaszenki z listopada 2001 objął urząd rektora Akademii Zarządzania przy Kancelarii Prezydenta Republiki Białorusi. W marcu 2003 prezydent wyznaczył go rektorem Białoruskiego Państwowego Uniwersytetu Pedagogicznego im. Maksima Tanka. 
Od lutego 1994 był członkiem korespondencyjnym Narodowej Akademii Nauk Białorusi. Jest autorem ponad 150 publikacji naukowych. Pełni funkcję przewodniczącego Międzynarodowego Związku Uczonych Nauk Radiowych w Republice Białorusi.

## Sankcje UE
22 marca 2011 r. został wpisany na listę białoruskich urzędników, którzy mają zakaz wjazdu do Unii Europejskiej, jako rektor BPUP im. M. Tanka, odpowiedzialny za wydalanie studentów.